# Лучшее рождественское представление на свете
Лучшее рождественское представление на свете (англ. The Best Christmas Pageant Ever) ― детский роман американской писательницы Барбары Робинсон. Книга впервые вышла в свет в издательстве «Харпер и Роу» в 1972 году. В романе повествуется история шести неблагополучных детей, которые участвуют в добровольном рождественском театрализованном конкурсе в воскресной школе своего города и в конечном итоге они научили жителей города истинному значению Рождества.

## Содержание
История рассказывается от первого лица ― дочери директора конкурса Бэт Брэдли.
Шестеро детей по фамилии Хердманы — Имоджин, Ральф, Клод, Лерой, Олли и Глэдис — печально известны в своем городке хулиганским поведением. Они курят, дерутся, ругаются нецензурными словами, употребляют вино и совершают кражи из магазина. Они предоставлены сами себе. Никто не занимается их воспитанием: отец бросил их, когда они были ещё маленькими, а их мать вынуждена работать в несколько смен, чтобы хоть как-то свести концы с концами.
Хердманы плохо учатся, но всё же заканчивают начальную школу, просто учителя не хотят, чтобы они задерживались на второй год в школе.
Услышав, что в воскресной христианской школе всем пришедшим дают еду, дети решили впервые посетить эту школу. Здесь они добровольно соглашаются на главные роли в рождественском конкурсе: Мария (Имоджин), Иосиф (Ральф), Три волхва (Клод, Олли и Лерой) и Ангел Господень (Глэдис), последняя из которых сравнивает свою роль с персонажем из "Удивительных комиксов". Этим своим решением Хердманы немало удивили мать рассказчицы Бет Брэдли.
Режиссёр представления по началу не хотел брать Хердманов в свой спектакль, но поскольку другие добровольцы не изъявили желания играть их роли, то у режиссёра не было выбора и он согласился на участие Хердманов.
До этого дети Хердманы никогда не слышали рождественские истории. Несмотря на это, они проявили искренний интерес к теме представления.
Наконец, наступил день премьеры спектакля. Все в городке ожидают, что рождественское представление обернется катастрофой, ведь все знают хулиганов Хердманов.
Зрители собираются в зале, и спектакль начинается. Увиденное на сцене потрясло их до глубины души. Дети Хердманы исполнили свои роли нетрадиционно, очень реалистично и трогательно.
Например, когда трое волхвов предложили Марии положить младенца в ясли, то она (Имоджин) отказывается это делать и сильнее прижимает куклу Иисуса к себе, как будто это действительно её ребёнок. А Хердманы, игравшие волхвов, вместо бутафорских золота, ладана и смирны, дарят младенцу Иисусу ветчину из собственной подарочной корзины. Дети же, игравшие пастухов, были по-настоящему напуганы, когда перед ними появился Ангел Господень (Глэдис), возвестивший им о рождении в Вифлееме Иисуса Христа.
Во время финальной сцены, во время пения хора, рассказчица Бет Брэдли перевела свой взгляд на Марию (Имоджин) и остолбенела, увидев, что она тихо плачет, обнимая «младенца».
По окончания спектакля зрители бурно аплодировали детям Хердманам. По общему их согласию, это было лучшее рождественское представление, которое когда-либо проводилось в городе.
В конце романа Бет Брэдли говорит, что она сама и её родители более серьёзно задумались о более суровых аспектах истории: например, о том, что хозяин гостиницы заставил беременную женщину и её ребёнка спать в сарае, а Святое семейство бежало от царя Ирода, который хотел убить младенца Иисуса.

## Публикация
Барбара Робинсон впервые опубликовала свой рассказ в журнале «McCall’s», после чего он был издан в виде книги, разошедшейся тиражом более 800 000 экземпляров.

## Театральные постановки и экранизации
26 ноября 1982 года Детский театр города Сиэтла впервые поставила спектакль по книге «Лучшее рождественское представление на свете».
В 1983 году на канале ABC состоялась премьера телевизионного фильма по книге Робинсон. Главные роли сыграли Лоретта Свит и неизвестная тогда Файруза Балк.
Барбара Робинсон также стала автором телепередачи по мотивам своего произведения.
Режиссёр Даллас Дженкинс, известный по телесериалу «Избранные», объявил, что он будет снимать полнометражный фильм по экранизации книги, который выйдет в прокат в конце 2024 года. Компании "Lionsgate" и "Kingdom Story Company" будут сотрудничать в постановке картины, съёмки которой начнутся в Канаде в декабре 2023 года.